# 内野二朗
内野 二朗（うちの じろう、1927年6月27日 - 2004年6月15日）は、日本のプロモーター、キョードー東京を中心とするキョードー・グループの創立者。

## 生涯
現在の埼玉県狭山市で、生まれ育った。「貧しい中で小学校を卒業し」、実家近くの陸軍航空士官学校付属飛行機工場に勤めながら、夜間の青年学校に学んで、中学校卒業資格を得る。海軍飛行予科練習生甲種に志願し、合格するも、既に飛行機の生産がままならない状況の中で、人間魚雷（回天）の乗員として山口県防府の海軍基地に配属された。しかし、直後に病気で入院を余儀なくされ、そのまま終戦を迎えた。
戦後は、陸軍航空士官学校を接収した米第5空軍のジョンソン基地（現在の航空自衛隊入間基地）で働きながら、英語を学ぶために明治学院大学の夜間英語学校に通い、後にはジョンソン基地の経理担当者となった。その後、ジョンソン基地で将校クラブのフロア・マネージャーをしていた永島達司が立ち上げた新々プロダクションから転職を誘われるも、すぐにはこれに応じず、北海道の米軍千歳基地に勤務してから東京に戻り、新々プロに経理担当者として入社した。その後、新々プロは1957年に協同企画と改称した。1959年、協同企画の業務としてナイトクラブ「ニュー・ラテン・クォーター」のショー・プロデューサーとなり、以降およそ10年間にわたって手腕をふるった。
1962年、協同企画を退社して独立し、汎芸能企画事務所を立ち上げ、代表取締役となる。汎芸能企画事務所は、1964年に協同企画エージェンシーと改称し、さらに1970年に株式会社キョードー東京となった。この間、1966年に、事務所が現在地の北青山の共同ビルに移転している。その1966年に、協同企画エージェンシーは協同企画とともにビートルズ来日公演に関わり、永島が「招聘の交渉」を引き受けたのに対し、内野は「現場の仕切り」を担った。その後、1971年には、ブラッド・スウェット・アンド・ティアーズ、シカゴ、グランド・ファンク・レイルロード、エルトン・ジョンなど、キョードー東京が企画した海外からの来日アーティストの興行の多くに関わり、1970年代なかば以降は、日本のいわゆるニューミュージック系アーティストたちの興行にも関わった。
1975年には、ラジオ・チャリティー・ミュージックソンのアイデアを、ニッポン放送に提案し、年末の12月24日から翌25日にかけて、萩本欽一をメインパーソナリティとする24時間のラジオ放送によるチャリティ番組が実現した。
1986年、内野はキョードー東京の代表取締役を勇退し、嵐田三郎にその座を譲った。
その後、1990年から1993年まで、株式会社S.S.P.代表取締役を勤め、以降も、株式会社オデッセーや、株式会社ミュージックリーグなどの経営に当たった。
晩年の内野はチャリティなどに関わることも多く、1993年には、アクト・アゲインスト・エイズの発起人代表となった。また、社団法人コンサートプロモーターズ協会の相談役など、業界団体の役職も務めた。
死去時には、ミュージックリーグ相談役であった。